# Rexea antefurcata
Rexea antefurcata is een straalvinnige vissensoort uit de familie van slangmakrelen (Gempylidae). De wetenschappelijke naam van de soort is voor het eerst geldig gepubliceerd in 1989 door Parin.